# Raphael Nathan
Raphael Nathan (nacido el 27 de febrero de 1990), conocido profesionalmente como DJ Raphi, es un creador de contenido, músico, DJ, bailarín y beatboxer israelí.
Ha alcanzado popularidad en YouTube, donde sus tutoriales de baile superan los 586 millones de vistas.

## Biografía

### Inicios y formación
Raphael Nathan nació en Johannesburgo, Sudáfrica, hijo de Mickey Nathan, músico, y Naomi, educadora, editoray profesora de King David Schools.Emigró a Israel con su familia en 1998  y se establecieron en Ra'anana. Su madre falleció en un accidente de tránsito en 2022.
La migración trajo problemas económicos para la familia. Nathan tuvo dificultades para aprender el idioma y declaró haber sufrido acoso escolar.  Nathan comenzó a tomar clases de batería a los 10 años. Como no tenía su propia batería para practicar en ese momento, empezó a desarrollar su habilidad rítmica haciendo beatboxing.Desde los 16 años, también se entrenó como breakdancer. Luego ganó el Campeonato Nacional de Beatboxing de Israel en 2007.En 2010, participó en un video de breakdance con motivo de la celebración de Purim.

### Carrera profesional
Nathan cofundó el grupo Kosher Flava, que ganó la competencia de breakdance del Festival Callejero de Israel en 2011 y 2012.
En 2013 apareció en el reality show X-Factor de Israel.  Kippalive alcanzó popularidad en línea con una serie de videos virales que presentan versiones de canciones pop reelaboradas para hacer referencia a temáticas religiosas judías.
En 2015, Nathan comenzó a crear contenido en YouTube bajo el nombre de DJ Raphi. En marzo de 2020, durante la pandemia de Covid-19, su video "The Cha Cha Slide Dance" tuvo un impacto extraordinario, superando los 40 millones de reproducciones.
En el año 2021, DJ Raphi participó en el festival judío Tzama, donde presentó sus videos de instrucción de baile a la comunidad judía ortodoxa.Tzama (en hebreo, "sed") es conocido como el festival de música judía más grande del mundo, con cantantes  como Ishay Ribo, Avraham Fried y Nathan Goshen. 
A pesar de enfrentar críticas y ataques en las redes sociales, especialmente después de los ataques del 7 de octubre, Nathan dijo que tiene muchos seguidores en países musulmanes y que se ha “enfocado menos en pelear y más en bailar juntos”.En otra entrevista, afirmó que los países musulmanes representan el 20% de su audiencia.
En abril de 2025, alcanzó 1 millón de suscriptores en YouTube.
Actualmente reside en Jerusalén, con su esposa y dos hijos. 

## Discografía

### Singles
| Título | Año  |
| --- | ---- |
| Be You Be Awesome If You’re Happy and You Know It Move It Paca Paca                                                                    | 2025 |
| The Floor is Lava Row, Row, Row Your Boat Superstar Limbo Happy Birthday The DJ Dance The DJ Says Colors Head, Shoulders, Knees & Toes | 2024 |
| Banish Darkness Tooth Brushing Dance Wheels On The Bus Old MacDonald Had a Farm The Anti-Bully Dance Freeze Dance                      | 2023 |
| The ABC Song Machu Picchu Shake It Off                                                                                                 | 2022 |
| The Lulav Shake | 2020 |